# Mednarodna geografska zveza
Mednarodna geografska zveza (angleško International Geographical Union, IGU; francosko Union Géographique Internationale, UGI) je mednarodno združenje geografov in njihovih nacionalnih organizacij. Prvi geografski kongres je bil leta 1871 v Antverpnu, stalna organizacija MGZ (UGI/IGU) pa je bila ustanovljena v Bruslju leta 1922.
MGZ ima sedem nalog:
- preučevanje geografskih procesov, pojavov in problemov;
- povezovati in koordinirati geografsko raziskovanje ter spodbujati sodelovanje, znanstvene razprave in izdajanje publikacij;
- zagotoviti sodelovanje geografov v mednarodnih organizacijah;
- olajšati zbiranje in širjenje geografskih podatkov in dokumentacije v državah članicah in med njimi;
- spodbujati mednarodne geografske kongrese, območne konference in specializirane simpozije v zvezi s cilji MGZ;
- sodelovati v kateri koli drugi primerni obliki za napredovanje geografske znanosti, študija geografije in uporabe geografije v praksi;
- spodbujati mednarodno standardizacijo ter združljivost metod, poimenovanja in simbolov, ki se uporabljajo v geografiji.

MGZ ima več komisij in delovnih skupin za specifična področja. Ena od komisij je tudi Komisija za geografsko izobraževanje, ki med drugim organizira Mednarodno geografsko olimpijado.
Članica MGZ je tudi Zveza geografov Slovenije.